# Gyula Glykais
Gyula Glykais (ur. 9 kwietnia 1893 w Pomáz, zm. 12 czerwca 1948 w Szekszárd) – węgierski szablista pochodzenia greckiego, dwukrotny złoty medalista olimpijski i czterokrotny medalista mistrzostw świata.
Na igrzyskach olimpijskich w Amsterdamie w 1928 roku Węgrzy w składzie: Ödön Tersztyánszky, János Garay, Attila Petschauer, József Rády, Sándor Gombos i Gyula Glykais zdobyli złoty medal w szabli drużynowej. Na rozgrywanych cztery lata później igrzyskach olimpijskich w Los Angeles wspólnie z Endre Kabosem, Ernő Nagym, Attilą Petschauerem, Györgym Pillerem i Aladárem Gerevichem zdobył złoty kolejny medal w szabli drużynowej. W obu przypadkach w rywalizacji indywidualnej nie startował.
Podczas mistrzostw świata w Vichy w 1927 roku (oficjalnie rozgrywanych pod tą nazwą dopiero od 1937) wywalczył indywidualnie brązowy medal, plasując się za rodakami: Sándorem Gombosem i Ödönem Tersztyánszkym. W zawodach indywidualnych zdobył także złoty medal na mistrzostwach świata w Neapolu (1929), wyprzedzając Włocha Gustavo Marziego i Attilę Petschauera. Ponadto zdobywał złote medale w zawodach drużynowych na mistrzostwach świata w Liège (1930) i mistrzostwach świata w Wiedniu (1931).
Podczas I wojny światowej służył w 38. Pułku Piechoty, dostał się do włoskiej niewoli. Po powrocie do kraju pracował jako urzędnik. W 1928 odznaczony Medalem z Koroną.